# Gatsby le Magnifique (bande originale)
Pour les articles homonymes, voir Gatsby le Magnifique (homonymie).
Les musiques du film Gatsby le Magnifique sont commercialisées dans trois disques :
- The Great Gatsby : Music From Baz Luhrmann's Film contenant les chansons du film. Il est sorti le 6 mai 2013 (le 7 mai en France),
- The Great Gatsby : The Jazz Recordings sorti le 13 août 2013 (26 août en France) contenant certaines des chansons du premier CD remixées en musique jazz des Années folles et enregistrées par le Bryan Ferry Orchestra,
- The Great Gatsby : The Orchestral Score From Baz Luhrmann's Film, bande originale composé par Craig Armstrong qui est sorti le 20 août 2013 en CD, et le 13 août en format MP3, seul format de l'album disponible en France.

## The Great Gatsby: Music From Baz Lurhmann's Film
Singles
1. Young and Beautiful
Sortie : 23 avril 2013
2. Bang Bang
Sortie : 26 juin 2013

La bande originale intitulé The Great Gatsby : Music From Baz Lurhmann's Film, est sorti le 7 mai 2013 en format CD, et le 2 juillet suivant en format vinyle,. L'album contient des chansons interprétées par Beyoncé, Lana Del Rey, Emeli Sandé ou encore Bryan Ferry. Le premier single est Young and Beautiful de Lana Del Rey, sorti le 23 avril 2013. Les titres ont inspiré les deux autres albums sortis en août.
L'album est produit par le réalisateur Baz Luhrmann et le rappeur Jay-Z.

### Liste des titres

#### Édition standard
| Numéro de Piste | Titre                                                                       | Durée |
| --------------- | --------------------------------------------------------------------------- | ----- |
| 1               | 100$ Bill par Jay-Z                                                         | 3:20  |
| 2               | Back to Black par Beyoncé et André 3000                                     | 3:21  |
| 3               | Bang Bang par Will.i.am                                                     | 4:39  |
| 4               | A Little Party Never Killed Nobody (All We Got) par Fergie, Q-Tip, GoonRock | 4:01  |
| 5               | Young and Beautiful par Lana Del Rey                                        | 3:56  |
| 6               | Love is the Drug par Bryan Ferry et The Bryan Ferry Orchestra               | 2:41  |
| 7               | Over the Love par Florence and The Machine                                  | 4:21  |
| 8               | Where the Wind Blows par Coco O. of Quadron                                 | 3:50  |
| 9               | Crazy in Love par Emeli Sandé et The Bryan Ferry Orchestra                  | 3:08  |
| 10              | Together par The xx                                                         | 5:25  |
| 11              | Hearts a Mess par Gotye                                                     | 6:04  |
| 12              | Love is Blindness par Jack White                                            | 3:18  |
| 13              | Into the Past par Nero                                                      | 5:17  |
| 14              | Kill and Run par Sia                                                        | 3:35  |

#### Édition Deluxe
| Deluxe edition | Deluxe edition                                  | Deluxe edition                                     | Deluxe edition | Deluxe edition | Deluxe edition | Deluxe edition | Deluxe edition | Deluxe edition | Deluxe edition |
| No             | Titre                                           | Performer(s)                                       | Durée          |                |                |                |                |                |                |
| -------------- | ----------------------------------------------- | -------------------------------------------------- | -------------- | -------------- | -------------- | -------------- | -------------- | -------------- | -------------- |
| 1.             | 100$ Bill                                       | Jay-Z                                              | 3:20           |                |                |                |                |                |                |
| 2.             | Back to Black (solo version)                    | Beyoncé                                            | 3:14           |                |                |                |                |                |                |
| 3.             | Young and Beautiful                             | Lana Del Rey                                       | 3:56           |                |                |                |                |                |                |
| 4.             | Love Is Blindness                               | Jack White                                         | 3:18           |                |                |                |                |                |                |
| 5.             | Crazy in Love (Kid Koala Version)               | Emeli Sandé with The Bryan Ferry Orchestra         | 3:08           |                |                |                |                |                |                |
| 6.             | Bang Bang                                       | will.i.am additional vocals by Nicole Scherzinger  | 4:39           |                |                |                |                |                |                |
| 7.             | I Like Large Parties (Dialogue)                 | Elizabeth Debicki                                  | 0:09           |                |                |                |                |                |                |
| 8.             | A Little Party Never Killed Nobody (All We Got) | Fergie, Q-Tip and GoonRock                         | 4:01           |                |                |                |                |                |                |
| 9.             | Love Is the Drug                                | Bryan Ferry with The Bryan Ferry Orchestra         | 2:41           |                |                |                |                |                |                |
| 10.            | Can't Repeat the Past? (Dialogue)               | Leonardo DiCaprio, Tobey Maguire                   | 0:08           |                |                |                |                |                |                |
| 11.            | Hearts a Mess                                   | Gotye                                              | 6:04           |                |                |                |                |                |                |
| 12.            | Where the Wind Blows                            | Coco O. of Quadron                                 | 3:50           |                |                |                |                |                |                |
| 13.            | Green Light                                     |                                                    | 0:07           |                |                |                |                |                |                |
| 14.            | No Church in the Wild                           | Jay-Z, Kanye West featuring Frank Ocean, The-Dream | 4:32           |                |                |                |                |                |                |
| 15.            | Over the Love                                   | Florence + The Machine                             | 4:21           |                |                |                |                |                |                |
| 16.            | Together                                        | The xx                                             | 5:25           |                |                |                |                |                |                |
| 17.            | Into the Past                                   | Nero                                               | 5:17           |                |                |                |                |                |                |
| 18.            | Kill and Run                                    | Sia                                                | 3:35           |                |                |                |                |                |                |
| 19.            | Over the Love (Of You)                          | Florence + The Machine, SBTRKT                     | 2:59           |                |                |                |                |                |                |
| 20.            | Young and Beautiful (DH Orchestral Version)     | Lana Del Rey                                       | 3:51           |                |                |                |                |                |                |
| 21.            | Gatsby Believed in the Green Light (Dialogue)   | Tobey Maguire, Craig Armstrong                     | 3:52           |                |                |                |                |                |                |
| 1:12:34        |                                                 |                                                    |                |                |                |                |                |                |                |

## The Great Gatsby: The Jazz Recordings
Cet album s'inspire principalement du premier album sont ci-dessus. Il propose les titres remixées sous la forme de musique jazz dans le style du ragtime et du swing. Elles sont toutes entendues également dans le film de Baz Luhrmann, créant ainsi l'ambience des années folles. L'album est tout d'abord paru le 10 mai 2013 en format MP3, puis le 13 août en format CD, et en format vinyle le 8 octobre suivant,,,.
L'album est produit par Baz Luhrmann et Bryan Ferry.

### Liste des titres
| Numéro de Piste | Titre                                      | Artistes                                      | Durée |
| --------------- | ------------------------------------------ | --------------------------------------------- | ----- |
| 1               | Young & Beautiful                          | The Bryan Ferry Orchestra                     | 2:30  |
| 2               | Back to Black                              | Bryan Ferry & The Bryan Ferry Orchestra       | 3:31  |
| 3               | New Orleans Bump (Monrovia)                | Jelly Roll Morton                             | 3:32  |
| 4               | Nick the Neighbor                          | The Bryan Ferry Orchestra                     | 1:26  |
| 5               | Empire State of Mind (Part II) Broken Down | The Bryan Ferry Orchestra                     | 3:32  |
| 6               | Let's Misbehave                            | Irving Aaronson & His Commanders              | 2:52  |
| 7               | 100$ Bill                                  | The Bryan Ferry Orchestra                     | 1:23  |
| 8               | Crazy in Love                              | The Bryan Ferry Orchestra                     | 1:18  |
| 9               | Ain't Misbehavin                           | Louis Armstrong                               | 3:14  |
| 10              | Love Is the Drug                           | Bryan Ferry & The Bryan Ferry Orchestra       | 2:44  |
| 11              | Bang Bang                                  | The Bryan Ferry Orchestra                     | 3:44  |
| 12              | Oh! You Have No Idea                       | The Bryan Ferry Orchestra feat. Andrea Martin | 2:56  |
| 13              | Daisy's Theme                              | The Bryan Ferry Orchestra                     | 3:09  |
| 14              | Can't Repeat the Past                      | The Bryan Ferry Orchestra                     | 1:28  |

## The Great Gatsby: The Orchestral Score From Baz Luhrmann's Film
Il s'agit de la troisième bande son, sortie le 13 août en format numérique, et sur CD aujourd'hui inédit en France. Celle-ci est composée uniquement par Craig Armstrong : il s'agit d'un « Orchestral Score », qui s'inspire également de deux chansons de l'album The Great Gatsby : Music From Baz Luhrmann's Film. Les musiques Overture and Sanitarium, Beautiful Shirts and Dan Cody et Castle Went Dark s'inspirent donc de la chansons Together par The xx. Lana Del Rey participe également à l'album, où nous pouvons entendre sa voix dans le titre Hotel Sayre. Ce titre, ainsi que la musique Two Minutes to Four and Reunited s'inspirent tous deux du signe single Young and Beautiful, présent dans le premier album.
La bande originale est produite par Baz Luhrmann et Craig Armstrong.

### Liste des titres
| Numéro de Piste | Titre                                                                             | Durée |
| --------------- | --------------------------------------------------------------------------------- | ----- |
| 1               | Overture and Sanitarium (featuring The Bryan Ferry Orchestra and The xx)          | 3:38  |
| 2               | Buchanan Mansion and Daisy Suite                                                  | 3:53  |
| 3               | Green Light (featuring The xx)                                                    | 2:48  |
| 4               | Hotel Sayre (featuring Lana Del Rey)                                              | 3:22  |
| 5               | All Lit Up                                                                        | 2:22  |
| 6               | Two Minutes to Four and Reunited (featuring Lana Del Rey)                         | 3:48  |
| 7               | Cello Theme                                                                       | 1:36  |
| 8               | You Kept My Letters                                                               | 1:22  |
| 9               | Dream Violin                                                                      | 3:23  |
| 10              | Beautiful Shirts and Dan Cody (featuring The Bryan Ferry Orchestra and The xx)    | 3:23  |
| 11              | Magic Tree and I Let Myself Go (featuring Lana Del Rey)                           | 5:17  |
| 12              | Castle Went Dark (featuring The xx)                                               | 5:27  |
| 13              | Let's Go to Town                                                                  | 4:35  |
| 14              | Dead Myrtle                                                                       | 4:07  |
| 15              | That Night He Told Me Everything                                                  | 4:50  |
| 16              | Gatsby's Death And Portico (featuring Nero)                                       | 2:57  |
| 17              | Boats Against the Current And Daisy's Theme (featuring The Bryan Ferry Orchestra) | 5:09  |